# Diasemia lunalis
Diasemia lunalis is een vlinder uit de familie van de grasmotten (Crambidae), uit de onderfamilie van de Spilomelinae. De wetenschappelijke naam van deze soort is voor het eerst voorgesteld door Max Gaede in een publicatie uit 1916.
De soort komt voor in tropisch Afrika waaronder Togo, Kameroen, Ethiopië, Oeganda, Kenia, Rwanda, Burundi en Zuid-Afrika.